# Chlorissa laeta
Chlorissa laeta är en fjärilsart som beskrevs av Louis Beethoven Prout 1917. Chlorissa laeta ingår i släktet Chlorissa och familjen mätare. Inga underarter finns listade i Catalogue of Life.